# Jerzy Podbrożny
Jerzy Podbrożny (Przemyśl, Polonia, 16 de diciembre de 1966) es un futbolista polaco retirado, uno de los máximos goleadores de la Ekstraklasa.

## Carrera
Jerzy Podbrożny lideró la Ekstraklasa consagrándose como uno de los mayores goleadores del campeonato: en 1992 con 20 goles y en 1993 con 25 goles, ambas veces con el Lech Poznań. Tras ganar el campeonato ambos años, se trasladó al Legia de Varsovia, y rápidamente ganó los dos títulos siguientes. En 1996, Podbrożny se trasladó a España, primero al CP Mérida y luego al CD Toledo. Luego firmó con el Chicago Fire, llegando a la Major League Soccer en la temporada inaugural del club en 1998, uniéndose a los compañeros internacionales polacos Piotr Nowak y Roman Kosecki. Podbrożny continuó ayudando al club en la Copa MLS y el U.S. Open Cup. Jugó por dos temporadas en la MLS, anotando 10 goles y dando 22 asistencias en la liga. Igualmente fue convocado en seis ocasiones por la selección polaca.